# Piteå (đô thị)
Đô thị Piteå (Piteå kommun) là một đô thị của hạt Norrbotten ở phía bắc Thụy Điển với thủ phủ là thành phố Piteå.

## Các đơn vị dân số
- Lillpite
- Norrfjärden
- Roknäs
- Sikfors
- Jävre
- Sjulsmark
- Rosvik
- Öjebyn
- Hemmingsmark
- Böle
- Blåsmark
- Bergsviken
- Svensbyn
- Hortlax